# Кирхберг ан дер Мур
Кирхберг ан дер Мур (њем. Kirchberg an der Murr) општина је у њемачкој савезној држави Баден-Виртемберг. Једно је од 31 општинског средишта округа Ремс-Мур. Према процјени из 2010. у општини је живјело 3.755 становника. Посједује регионалну шифру (AGS) 8119038.

## Географски и демографски подаци
Кирхберг ан дер Мур се налази у савезној држави Баден-Виртемберг у округу Ремс-Мур. Општина се налази на надморској висини од 306 метара. Површина општине износи 13,2 km². У самом мјесту је, према процјени из 2010. године, живјело 3.755 становника. Просјечна густина становништва износи 284 становника/km².

## Међународна сарадња
| Мјесто | Држава   | Врста сарадње | Од    |
| ------ | -------- | ------------- | ----- |
|        | Украјина | контакт       | 2000. |
| Извор  |          |               |       |